# هورست بارون
هورست بارون (آلمانی: Horst Baron; ۱۴ مارس ۱۹۶۲) بازیگر و ستارهٔ فیلم‌های پورن اهل کشور آلمان است. بارون از سال ۱۹۹۴ یک مجری پورن بوده و به عنوان یک جنتلمن در این صنعت شهرت پیدا کرده‌است. در سال ۲۰۰۶ به هورست بارون جایزه اروتیک‌لاین اهدا شد. وی علاوه بر صدها فیلم پورنوگرافی در مجموعهٔ تلویزیونی هشدار برای کبرا ۱۱ نیز بازی کرده‌است.

## بخشی از فیلمشناسی
- کازینو – بدون محدودیت (۲۰۰۸)
- دختران ایکس (۲۰۰۷)
- تباهی (۲۰۰۶)
- مادام (۲۰۰۵)
- رابینسون کروزوئه در جزیره گناه (۲۰۰۵)
- انحرافات یورو (۲۰۰۴)
- میلیونر (۲۰۰۴)
- بدون محدودیت (۲۰۰۴)
- گناه هشتم (۲۰۰۳)
- ال دیوینو دانته (۲۰۰۳)
- ماجرای کاتسومی (۲۰۰۳)
- هشدار برای کبرا ۱۱ - پلیس اتوبان: سیگنال‌های غلط (سریال تلویزیونی-۲۰۰۳)
- نئون - یک باشگاه خصوصی (۲۰۰۱)
- زیبایی آلمانی (۲۰۰۰)
- خانوم دکتر – یه دکتر پرشور (۱۹۹۸)